# Merodon annulatus
Merodon annulatus är en tvåvingeart som först beskrevs av Fabricius 1794.  Merodon annulatus ingår i släktet narcissblomflugor, och familjen blomflugor.
Artens utbredningsområde är Frankrike. Inga underarter finns listade i Catalogue of Life.